# Agrotera effertalis
Agrotera effertalis là một loài bướm đêm trong họ Crambidae.